# Richard Brathwait
Cet article possède un paronyme, voir Brathwaite.
Richard Brathwait (ou Brathwaite ; 1588 - 4 mai 1673) est un poète anglais.

## Biographie
Il naît à Burnishead, près de Kendal. En 1604, il entre à l'Oriel College à Oxford, où il reste quelques années, étudiant la poésie et l'histoire romaine. Il étudie ensuite le droit à Cambridge, puis va à Londres aux Inns of Court. Après la mort de son père, Thomas, en 1610, il part vivre sur le domaine dont il a hérité. Il épouse Frances, fille de James Lawson, de Nesham Abbey, le 4 mai 1617 à Hurworth.
À la mort de son frère aîné, Thomas Brathwait, en 1618, Richard devient le chef de la famille, et une personnalité importante du comté, étant lieutenant-adjoint et juge de paix. En 1633, sa femme meurt et il rédige son épitaphe ; en 1639, il se remarie. Sir Strafford Brathwait, son fils unique né de ce second mariage, sera tué en mer.
Brathwait est censé avoir servi avec l'armée royaliste pendant la guerre civile.

## Œuvres

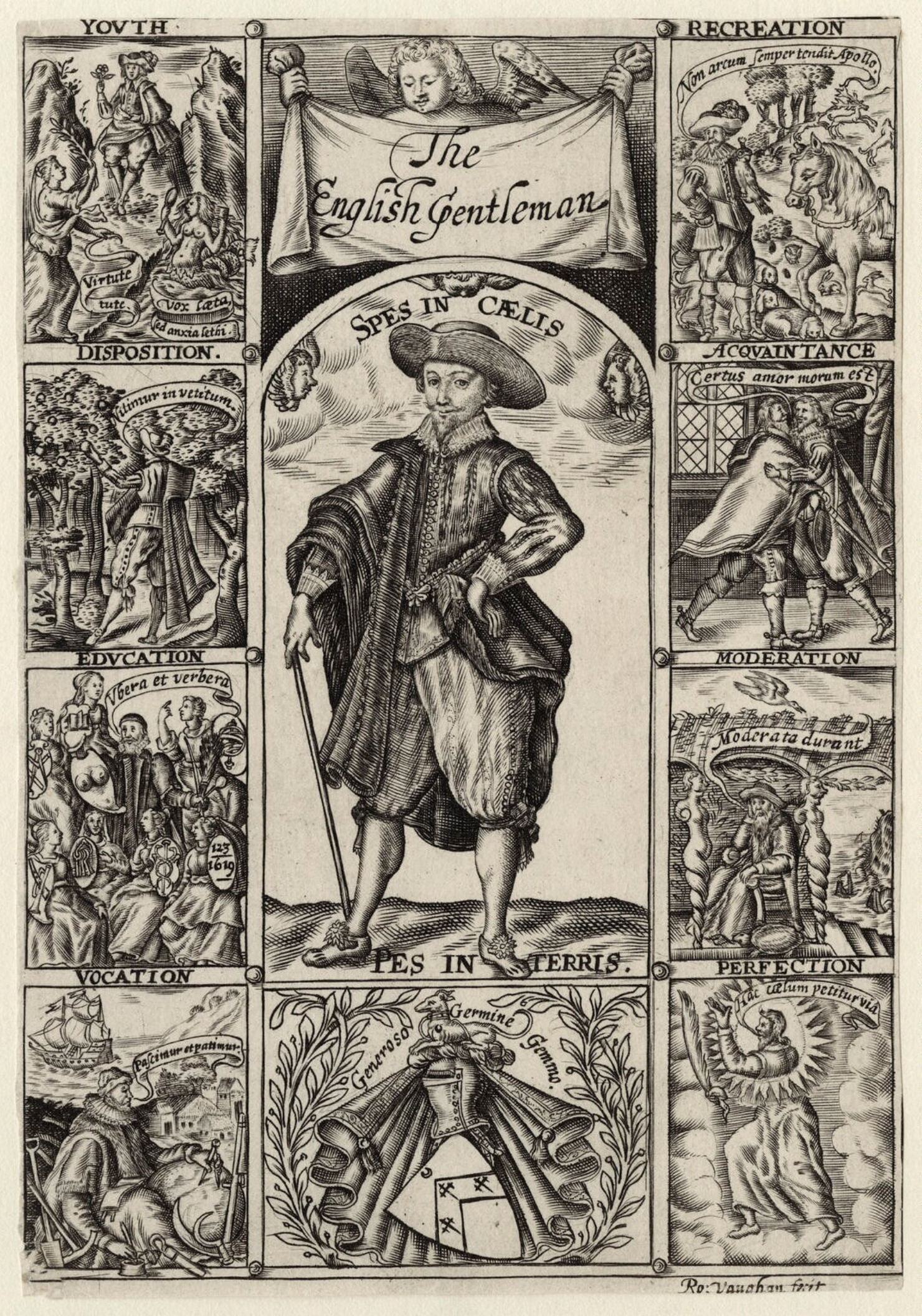
The Complete English Gentleman, montrant les qualités exemplaires d'un gentilhomme.

Il est l'auteur de nombreux ouvrages de mérite très inégal, le plus connu étant Drunken Barnaby's Four Journeys, qui rapporte en vers simples et en latin rimé (considéré par Southey comme le meilleur des temps modernes) ses pèlerinages à travers l'Angleterre. The English Gentleman (1631) et English Gentlewoman sont beaucoup plus simples. Il a aussi écrit The Golden Fleece (1611, poèmes), The Poet's Willow, A Strappado for the Devil (satire) et Art Asleepe, Husband?
Dans son livre de 1613, The Yong Mans Gleanings, se trouve la première utilisation connue du mot computer.